# 盧德國際機場掃射事件
盧德國際機場掃射事件（希伯來語：הטבח בנמל התעופה לוד）是指1972年5月30日所發生的一宗由解放巴勒斯坦人民陣線和3名日本赤軍成員所策劃並在盧德國際機場（現改名為本-古里安国际机场）執行的恐怖襲擊事件，造成28人罹難與80人受傷（包括恐怖份子）。
這次襲擊事件主要是由巴勒斯坦人先突襲機場安檢，並由日本赤軍協助。該事件常被形容是一個自殺攻擊，不過也有人聲稱，事件背後還有更大的陰謀，但此說法至今尚未獲得證實。

## 涉案恐怖份子
- 日本赤軍：
岡本公三
奥平剛士
安田泰之
- 解放巴勒斯坦人民陣線：
懷迪·哈達德－為其他成員的總指揮。在此之前曾策劃過多起恐怖活動。[7]

## 攻擊經過
1972年5月30日當天，恐怖份子從羅馬搭乘法國航空來到盧德機場。由於他們穿著簡單保守和提著外型普通的小提琴，因此很少引人注意到。緊接著他們進到機場內的等候區，並從琴盒裡拿出Vz.58突擊步槍，然後開始朝著機場地勤人員和旅客進行掃射，造成24人當場死亡，78人受傷。（未包括恐怖份子）
主要遇難者包括16名來自波多黎各的基督教朝聖信徒；1973年當選以色列總統的伊弗雷姆·卡齊爾的哥哥，國際知名的生物物理學家阿哈龍·卡其爾也在這次事件中遇難。
在恐怖份子方面，安田泰之和奥平剛士在事後當場死亡。有说法称安田是被前來處理的以色列警卫开枪打死，而奧平則是拿手榴彈自爆但并未得到证實。岡本公三在與以色列軍隊交火期間受重傷，但最後幸免於難，並被以色列警方拘捕。而總指揮懷迪·哈達德則是順利逃離現場。冈本现已释放，生活在黎巴嫩。
2002年公开的檜森孝雄的笔记上写有起初准备袭击机场管制塔的文字，这种记述也受到一些怀疑。后来桧森于2002年3月30日在日比谷公園自焚。

## 相關資料

### 書籍
- Schreiber, Mark. . Tuttle Publishing. 1996. ISBN 4900737348.

### 外部連結
- （英文）1972: Japanese kill 26 at Tel Aviv airport（页面存档备份，存于）（BBC新聞）
- （英文）Ley Num. 144 de 2006, Ley para declarar el día 30 de cada año el "Día de la Recordación de la Masacre de Lod" （页面存档备份，存于）
- （英文）Complaint and court documents from survivors' lawsuit against North Korea for supporting the JRA and PFLP （页面存档备份，存于）